# Vườn quốc gia Yangudi Rassa
Vườn quốc gia Yangudi Rassa là một vườn quốc gia nằm giữa hai vùng Afar và Somali, Ethiopia. Nó có diện tích 4730 km² bao gồm núi Yangudi nằm gần ranh giới phía nam và đồng bằng Rassa xung quanh, với độ cao từ 400 đến 1459 mét so với mực nước biển. Hệ sinh thái ở đây chủ yếu là bán sa mạc đầy cát và đồng cỏ cây cối rậm rạp. Vườn quốc gia được BirdLife International công nhận là một Vùng chim quan trọng.
Được đề xuất thành lập vào năm 1977, vườn quốc gia là nhà của loài Lừa hoang châu Phi đang bị đe dọa cực kỳ nguy cấp, nhưng phải mãi đến năm 2002 nó mới chính thức được thành lập. Gần đây, loài lừa hoang châu Phi đã tuyệt chủng tại Yangudi Rassa, tuy nhiên hiện vẫn có một quần thể nhỏ đang sinh trưởng tại Khu bảo tồn động vật hoang dã Mile Serdo nằm lân cận.
Các loài động vật đáng chú ý trong vườn quốc gia gồm linh dương Gerenuk, linh dương Soemmerring, linh dương sừng thẳng Đông Phi, ngựa vằn Grévy, sư tử, báo săn, báo hoa mai. Các loài chim quan trọng gồm hồng hạc nhỏ, sẻ đá xanh xám, Ô tác Ả Rập.